# الفرع الضرسي اللامي للشريان السنخي السفلي
الفرع الضرسي اللامي للشريان السنخي السفلي (بالإنجليزية: Mylohyoid branch of inferior alveolar artery)‏‏ هو شريان يتفرعُ من شريان سنخي سفلي.

## مساره
يُصدر الشريان السنخي السفلي الفرع اللامي قبل دخول الثقبة الفكية. يخترق الفرع الرباط الوتدي الفكي السفلي ليمر إلى الأسفل على طول الأخدود اللامي (الذي يحدث على السطح الداخلي لفرع الفك السفلي) مصحوبًا بالعصب اللامي. يتشعب الفرع على العضلة اللامية العضلية ويوفر الإمداد الشرياني لهذه العضلة. ويشكل مفاغرة مع الفرع تحت العقلي لشريان الوجه.